# Kyle Noke
Kyle Noke é um lutador de MMA australiano, que disputa nos Meio Médios do Ultimate Fighting Championship. Noke também já lutou no EliteXC e no Spartan Reality Fight.

## Carreira no MMA

### Início da carreira
Noke fez sua estréia no MMA em 30 de Novembro de 2002 no Spartan Reality Fight 5 contra Peter Robbie, venceu por Finalização no primeiro round.
Noke já enfrentou George Sotiropoulos duas vezes, no primeiro combate, vitória por Decisão Dividida e a segunda luta, perdeu por Decisão Unânime.
Noke tinha o cartel de 13 vitórias, 3 derrotas e 1 empate quando foi contratado para lutar no EliteXC, onde fez duas lutas, uma no EliteXC: Renegade, com vitória por Nocaute Técnico e uma derrota por Nocaute no EliteXC: Street Certified.

### The Ultimate Fighter
Noke foi chamado para participar do The Ultimate Fighter 11 em 2010. Depois de vencer a luta preliminar, Noke foi escolhido para a Equipe de Tito Ortiz, foi escolhido para ser o primeiro a lutar, contra Clayton McKinney, venceu por Finalização.
Nas quartas de final, foi escolhido para lutar contra Kris McCray, apesar do favoritismo de Noke, McCray executou muitas derrubadas e venceu a luta na Decisão Unânime.

### Ultimate Fighting Championship
Noke fez sua estréia no UFC no The Ultimate Fighter 11 Finale, contra Josh Bryant. Após dominar o primeiro round, Noke conseguiu um TKO no segundo round.
Em seguida Noke derrotou Rob Kimmons em 13 de Novembro de 2010 no UFC 122 por Finalização no segundo round.
Noke enfrentou o ex-companheiro do The Ultimate Fighter 11 Chris Camozzi em 27 de Fevereiro de 2011 no UFC 127. Noke venceu por Finalização no primeiro round. Recebeu o prêmio de Finalização da Noite.
Noke enfrentaria Tom Lawlor em 14 de Agosto de 2011 no UFC on Versus 5, mas Lawlor foi forçado a se retirar devido a uma lesão no começo de julho. Seu substituto foi Ed Herman, após diversas tentativas de finalização de Herman, ele conseguiu encaixar uma chave de calcanhar invertida e finalizar no primeiro round.
Noke enfrentaria Jared Hamman em 3 de Março de 2012 no UFC on FX: Alves vs. Kampmann, porém Hamman foi forçado a se retirar devido a uma lesão e foi substituído por Andrew Craig. Depois de Noke dominar o primeiro round, Craig conseguiu impor seu ritmo no segundo e terceiro round, Noke perdeu por Decisão Unânime.
Após uma sequência de derrotas, Noke resolveu descer para os Meio Médios, Noke enfrentaria Charlie Brenneman no UFC 151, mas o evento foi cancelado e a luta foi movida para o UFC 152 em 22 de Setembro de 2012. Noke venceu por Nocaute Técnico.
Noke era esperado para enfrentar Seth Baczynski em 15 de Dezembro de 2012 no UFC on FX: Sotiropoulos vs. Pearson. Porém, Noke teve que se retirar da luta e foi substituído por Mike Pierce.
Noke fez o confronto de técnicos do The Ultimate Fighter Nations: Canadá vs. Austrália contra Patrick Côté em 16 de Abril de 2014 no UFC Fight Night: Bisping vs. Kennedy. Ele perdeu por decisão unânime.
Noke era esperado para enfrentar Yoshihiro Akiyama em 20 de Setembro de 2014 no UFC Fight Night: Hunt vs. Nelson. No entanto, uma lesão o tirou da luta e foi substituído por Amir Sadollah.
Noke era esperado para enfrentar o sueco Andreas Ståhl em 9 de Maio de 2015 no UFC Fight Night: Miocic vs. Hunt. Porém, Ståhl se lesionou e foi substituído pelo estreante na organização Jonavin Webb. Noke venceu a luta por decisão dividida.
Noke enfrentou Peter Sobotta em 14 de Novembro de 2015 no UFC 193: Rousey vs. Holm. Ele venceu por nocaute técnico no primeiro round, e ainda levou o bônus de Performance da Noite.
Noke enfrentou o compatriota Alex Morono em 02 de Janeiro de 2016 no UFC 195: Lawler vs. Condit, ele perdeu por decisão dividida.
Noke enfrentou o japonês Keita Nakamura em 13 de Julho de 2016 no UFC Fight Night: McDonald vs. Lineker, ele perdeu no segundo round por finalização mata leão.

## Cartel no MMA
| Cartel no MMA   |             |             |
| 33 lutas        | 22 vitórias | 10 derrotas |
| Por nocaute     | 8           | 1           |
| Por finalização | 8           | 3           |
| Por decisão     | 6           | 6           |
| Empates         | 1           | 1           |

| Res.    | Cartel  | Oponente            | Método                                     | Evento                                 | Data       | Round | Tempo | Local                      | Notas                             |
| ------- | ------- | ------------------- | ------------------------------------------ | -------------------------------------- | ---------- | ----- | ----- | -------------------------- | --------------------------------- |
| Derrota | 22-10-1 | Omari Akhmedov      | Decisão (unânime)                          | UFC Fight Night: Whittaker vs. Brunson | 27/11/2016 | 3     | 5:00  | Melbourne                  |                                   |
| Derrota | 22-9-1  | Keita Nakamura      | Finalização (mata leão)                    | UFC Fight Night: McDonald vs. Lineker  | 13/07/2016 | 2     | 4:59  | Sioux Falls, Dakota do Sul |                                   |
| Derrota | 22-8-1  | Alex Morono         | Decisão (dividida)                         | UFC 195: Lawler vs. Condit             | 02/01/2016 | 3     | 5:00  | Las Vegas, Nevada          |                                   |
| Vitória | 22-7-1  | Peter Sobotta       | Nocaute Técnico (chute no corpo e socos)   | UFC 193: Rousey vs. Holm               | 14/11/2015 | 1     | 2:01  | Melbourne                  | Performance da Noite.             |
| Vitória | 21-7-1  | Jonavin Webb        | Decisão (dividida)                         | UFC Fight Night: Miocic vs. Hunt       | 09/05/2015 | 3     | 5:00  | Adelaide                   |                                   |
| Derrota | 20-7-1  | Patrick Côté        | Decisão (unânime)                          | UFC Fight Night: Bisping vs. Kennedy   | 16/04/2014 | 3     | 5:00  | Quebec City, Quebec        |                                   |
| Vitória | 20–6–1  | Charlie Brenneman   | Nocaute Técnico (socos)                    | UFC 152: Jones vs. Belfort             | 22/09/2012 | 1     | 0:45  | Toronto, Ontario           | Voltou a divisão dos Meio Médios  |
| Derrota | 19–6–1  | Andrew Craig        | Decisão (unânime)                          | UFC on FX: Alves vs. Kampmann          | 03/03/2012 | 3     | 5:00  | Sydney                     |                                   |
| Derrota | 19–5–1  | Ed Herman           | Finalização (chave de calcanhar invertida) | UFC Live: Hardy vs. Lytle              | 14/08/2011 | 1     | 4:15  | Milwaukee, Wisconsin       |                                   |
| Vitória | 19–4–1  | Chris Camozzi       | Finalização (mata leão)                    | UFC 127: Penn vs. Fitch                | 27/02/2011 | 1     | 1:35  | Sydney                     | Finalização da Noite              |
| Vitória | 18–4–1  | Rob Kimmons         | Finalização (mata leão)                    | UFC 122: Marquardr vs. Okami           | 13/11/2010 | 2     | 1:33  | Oberhausen                 |                                   |
| Vitória | 17–4–1  | Josh Bryant         | Nocaute Técnico (socos)                    | The Ultimate Fighter 11 Finale         | 19/06/2010 | 2     | 3:12  | Las Vegas, Nevada          |                                   |
| Vitória | 16–4–1  | Kyacey Uscola       | Decisão (unânime)                          | Top Combat Championship                | 26/09/2009 | 3     | 5:00  | Hato Rey                   |                                   |
| Vitória | 15–4–1  | Yoann Gouaida       | Finalização (mata leão)                    | Cage Fighting Championships 4          | 23/05/2008 | 1     | 1:43  | Sydney                     |                                   |
| Derrota | 14–4–1  | Scott Smith         | Nocaute (soco)                             | EliteXC: Street Certified              | 16/02/2008 | 2     | 0:07  | Miami, Florida             |                                   |
| Vitória | 14–3–1  | Seth Kleinbeck      | Nocaute Técnico (interrupção médica)       | EliteXC: Renegade                      | 10/11/2007 | 2     | 4:22  | Corpus Christi, Texas      |                                   |
| Empate  | 13–3–1  | Hector Lombard      | Empate                                     | Cage Fighting Championship 1           | 28/07/2007 | 3     | 5:00  | Gold Coast                 |                                   |
| Vitória | 13–3    | Brian Ebersole      | Decisão (majoritária)                      | XFC 12: Oktoberfist                    | 13/10/2006 | 5     | 5:00  | Sydney                     | Venceu o título do XFC Peso Médio |
| Vitória | 12–3    | Yusaku Tsukumo      | Finalização (triângulo)                    | Warriors Realm 6                       | 24/06/2006 | 1     | 1:14  | Brisbane                   |                                   |
| Derrota | 11–3    | George Sotiropoulos | Decisão (unânime)                          | Warriors Realm 5                       | 25/02/2006 | 5     | 5:00  | Geelong                    |                                   |
| Vitória | 11–2    | Byron Donnelly      | Decisão (unânime)                          | Warriors Realm 4                       | 02/07/2005 | 2     | 5:00  | Geelong                    |                                   |
| Vitória | 10–2    | George Sotiropoulos | Decisão (dividida)                         | Warriors Realm 4                       | 02/07/2005 | 2     | 5:00  | Geelong                    |                                   |
| Vitória | 9–2     | Luke Pezutti        | Nocaute Técnico (socos)                    | Warriors Realm 3                       | 12/03/2005 | 1     | 5:00  | Brisbane                   |                                   |
| Derrota | 8–2     | Katsuya Inoue       | Decisão (dividida)                         | Warriors Realm 2                       | 10/12/2004 | 3     | 5:00  | Sunshine Coast             |                                   |
| Vitória | 8–1     | Rhys Whitmore       | Finalização (triângulo)                    | Warriors Realm 1                       | 03/09/2004 | 1     | 0:38  | Sunshine Coast             |                                   |
| Vitória | 7–1     | Matt Te-Paa         | Decisão (dividida)                         | XFC 5: When Worlds Collide             | 13/08/2004 | 3     | 5:00  | Queensland                 |                                   |
| Vitória | 6–1     | Mike Sethna         | Finalização (chave de joelho)              | Xtreme Fight Club 2                    | 05/06/2004 | 3     | 1:58  | Queensland                 |                                   |
| Vitória | 5–1     | Jimmy Raborn        | Finalização (mata leão)                    | XFC 4: Australia vs. The World         | 19/03/2004 | 2     | 1:30  | Queensland                 |                                   |
| Derrota | 4–1     | Noriyuki Hayakawa   | Finalização (chave de braço)               | Xtreme Fighting Championships 3        | 14/11/2003 | 3     | 1:33  | Queensland                 |                                   |
| Vitória | 4–0     | Neil Swailes        | Nocaute Técnico (socos)                    | Xtreme Fighting Championships 2        | 30/08/2003 | 2     | 2:24  | Queensland                 |                                   |
| Vitória | 3–0     | Adrian Bolton       | Nocaute Técnico (socos)                    | Xtreme Fighting Championships 1        | 04/05/2003 | 1     | 2:34  | Queensland                 |                                   |
| Vitória | 2–0     | Ulf Strand          | Nocaute Técnico (socos)                    | Spartan Reality Fight 6                | 05/04/2003 | 2     | 1:21  | New South Wales            |                                   |
| Vitória | 1–0     | Peter Robbie        | Finalização (socos)                        | Spartan Reality Fight 5                | 30/11/2002 | 1     | 2:25  | New South Wales            |                                   |

### Cartel amistoso no MMA
| Cartel no MMA   |            |           |
| 3 lutas         | 2 vitórias | 1 derrota |
| Por nocaute     | 0          | 0         |
| Por finalização | 1          | 0         |
| Por decisão     | 1          | 1         |

| Resultado | Recorde | Oponente         | Método                  | Evento                                            | Data | Round | Tempo | Local             | Notas              |
| Derrota   | 2–1     | Kris McCray      | Decisão (unânime)       | The Ultimate Fighter: Team Liddell vs. Team Ortiz |      | 3     | 5:00  | Las Vegas, Nevada | Quartas-de-Final   |
| Vitória   | 2–0     | Clayton McKinney | Finalização (triângulo) | The Ultimate Fighter: Team Liddell vs. Team Ortiz |      | 1     | 2:44  | Las Vegas, Nevada | Luta Preliminar    |
| Vitória   | 1–0     | Warren Thompson  | Decisão (unânime)       | The Ultimate Fighter: Team Liddell vs. Team Ortiz |      | 2     | 5:00  | Las Vegas, Nevada | Luta de Eliminação |